# Těchonín
Těchonín (německy Linsdorf) je obec v okrese Ústí nad Orlicí. Žije zde 596 obyvatel. Dolní částí obce protéká řeka Tichá Orlice, větší část obce a její centrum se nachází v údolí Těchonínského potoka, jenž je jejím levým přítokem. V obci byla textilní továrna a vojenské Centrum biologické ochrany.
Prochází tudy železniční trať Letohrad – Lichkov, v Těchoníně se nachází železniční stanice.

## Historie
První písemná zmínka o obci pochází z roku 1543.
V 60. a 70. letech 20. století byl mezi Těchonínem a Stanovníkem postaven Vojenský ústav hygieny epidemiologie a mikrobiologie, počátkem 21. století přestavěný na armádní Centrum biologické ochrany Těchonín.

## Části obce
- Těchonín
- Celné
- Stanovník

## Pamětihodnosti
- dělostřelecká tvrz Bouda

## Fotogalerie

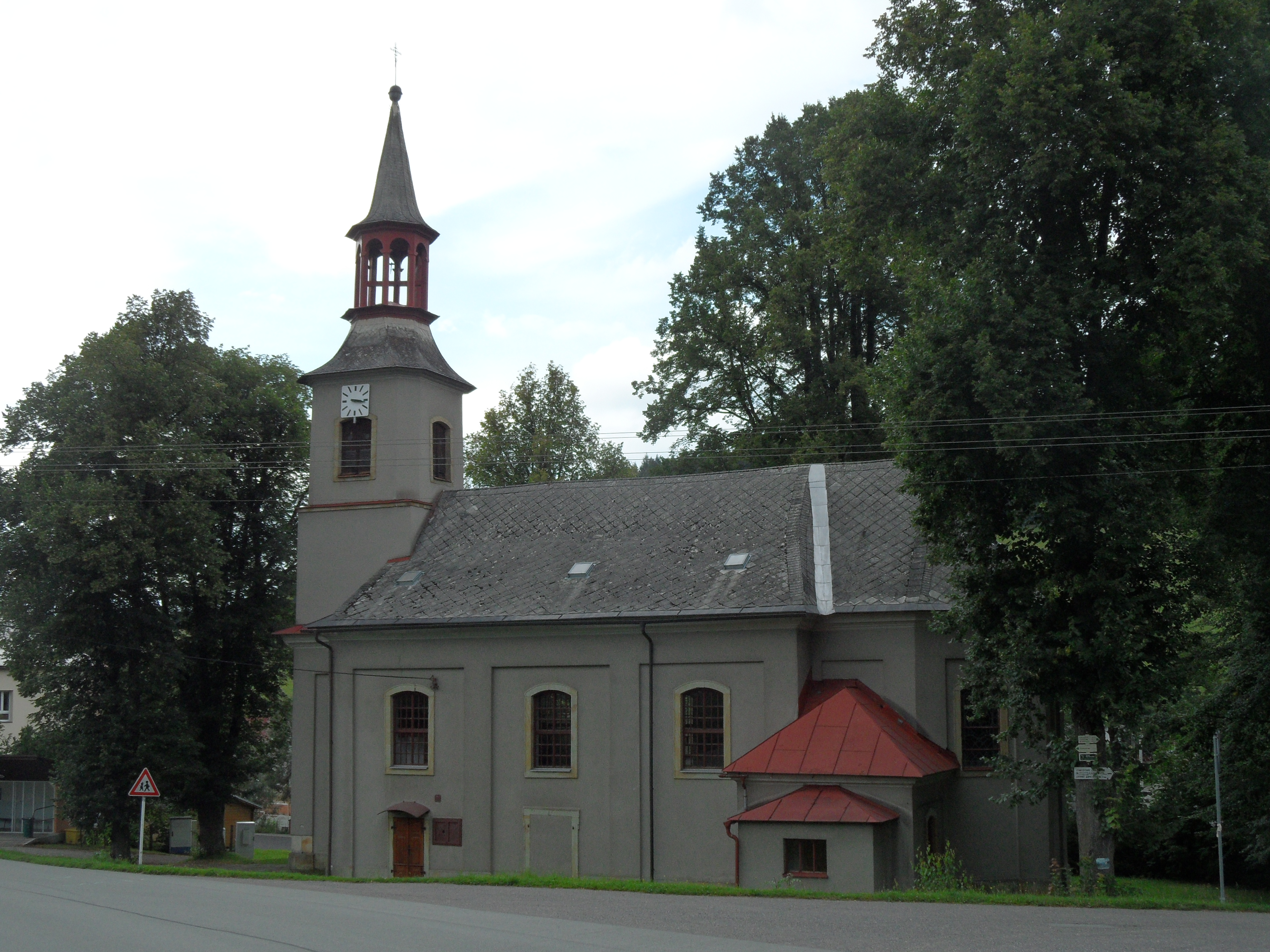
Kostel sv. Markéty
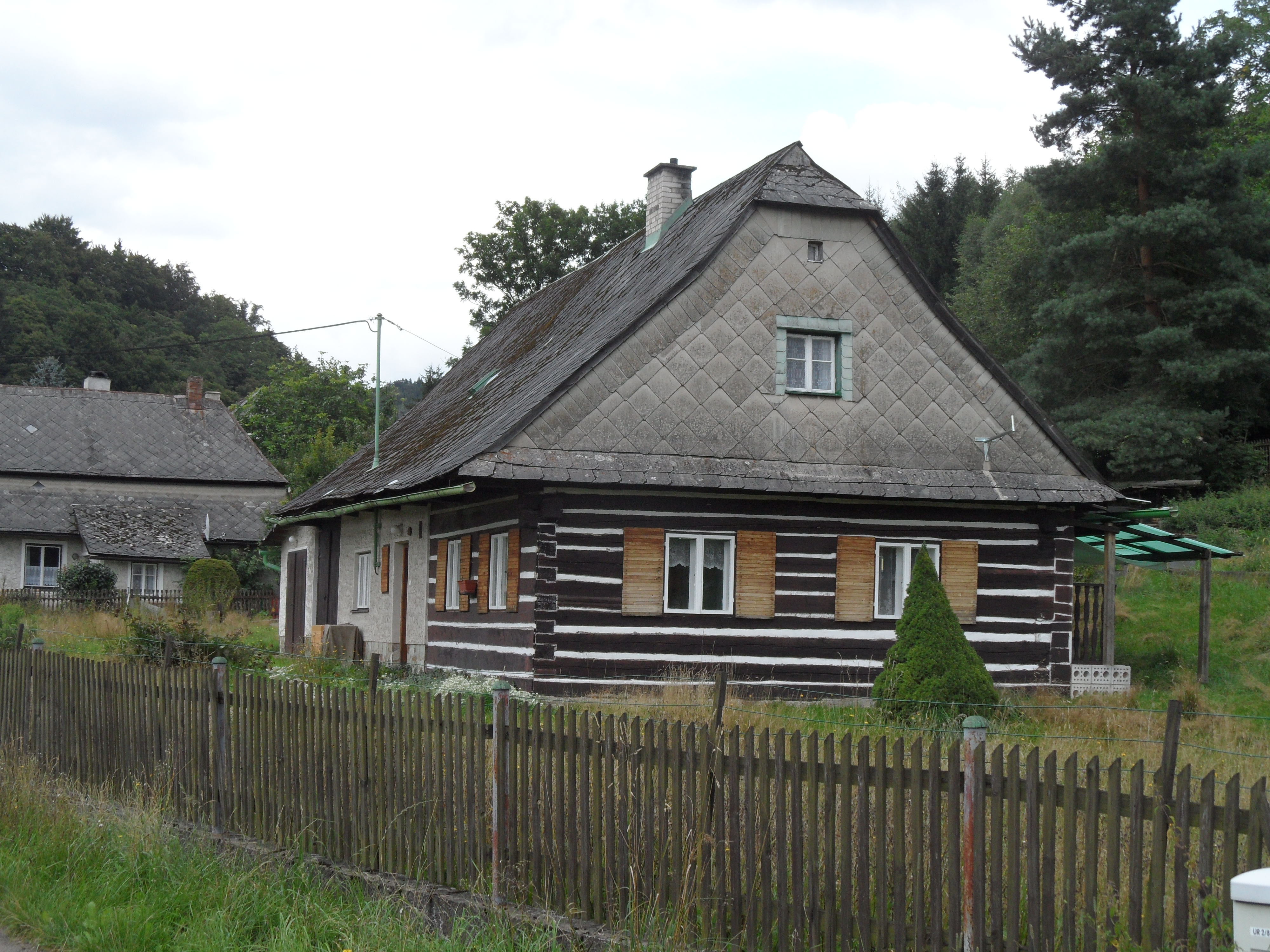
Roubená chalupa
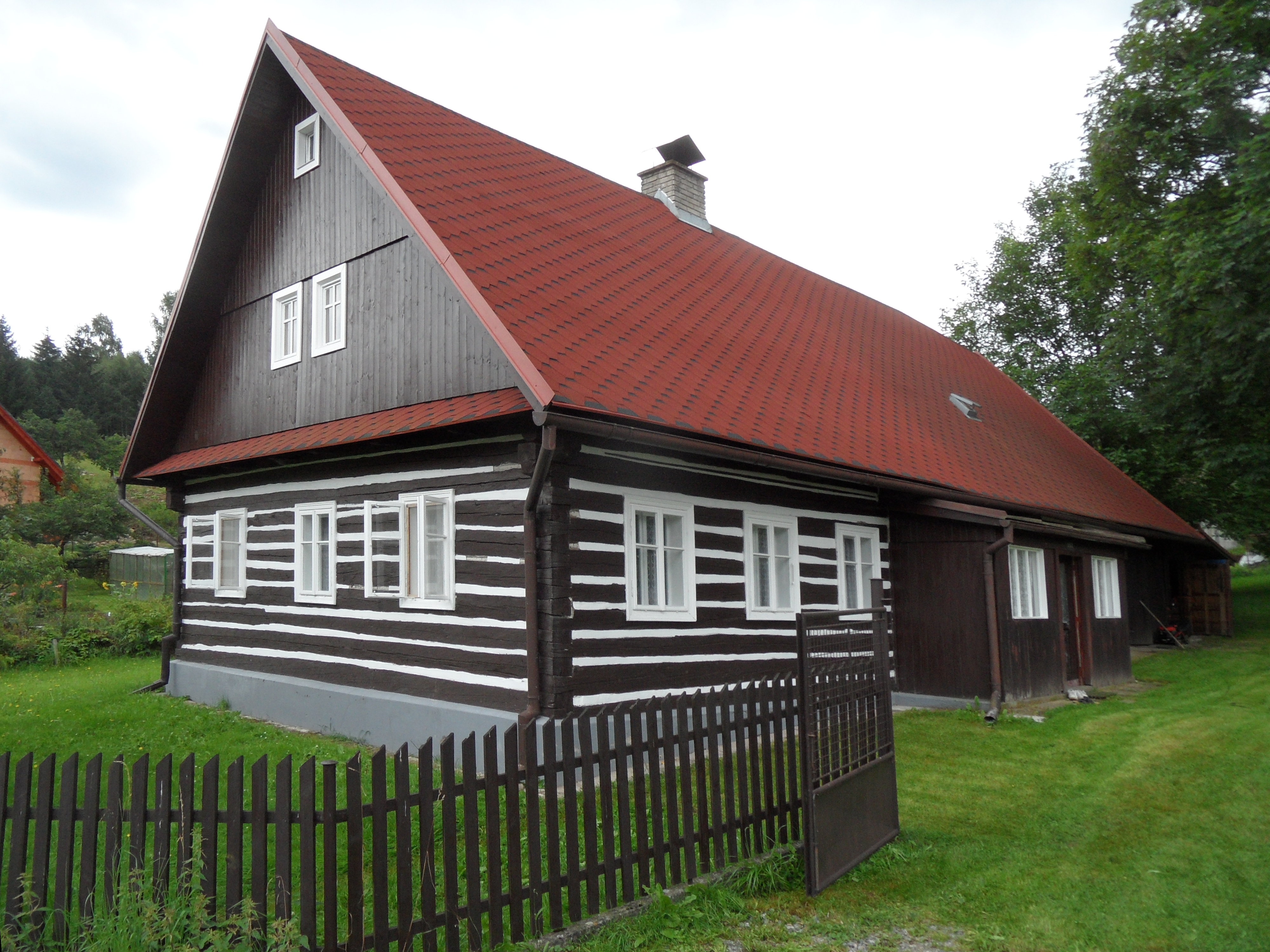
Další roubená chalupa
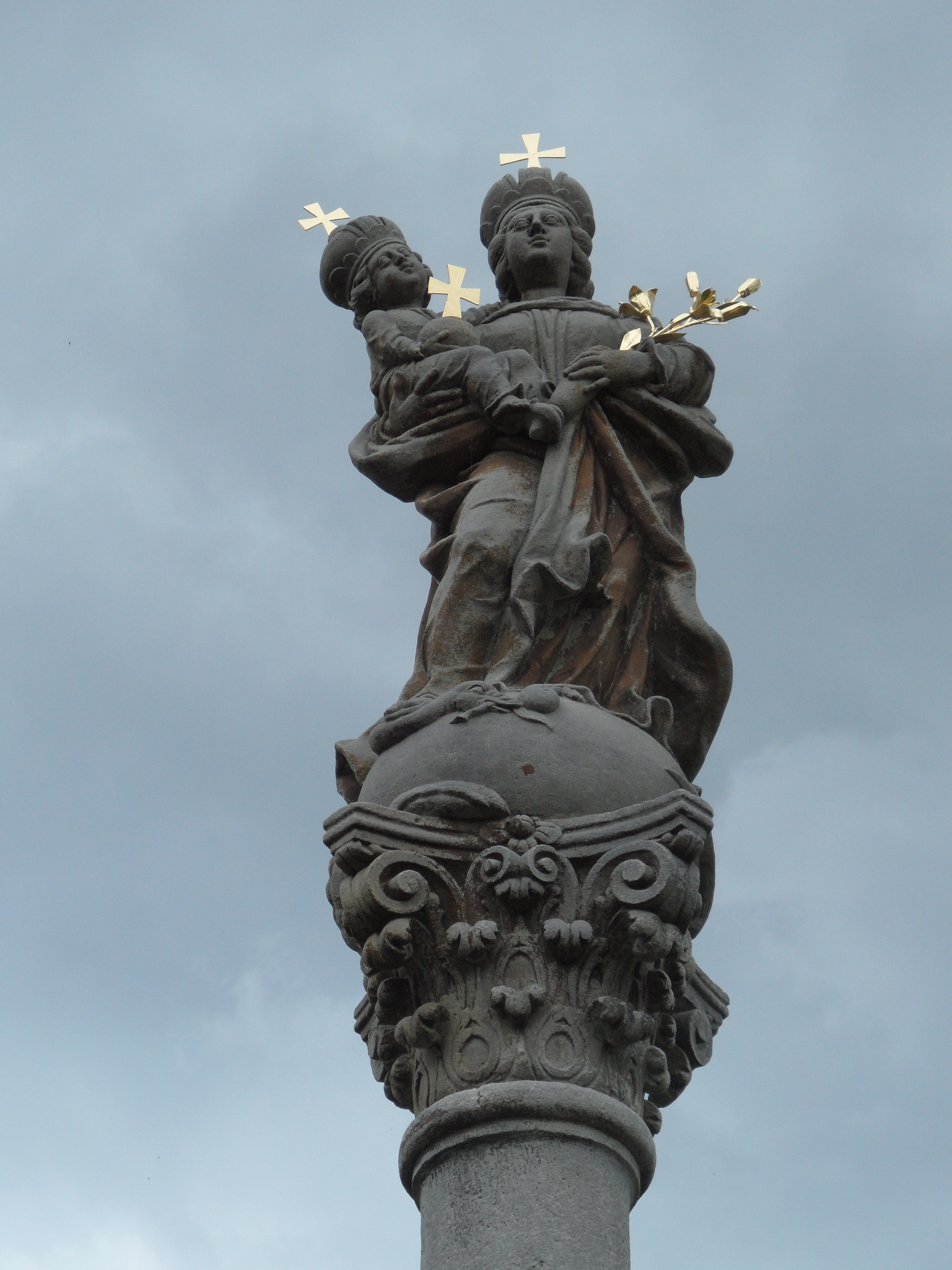
Detail sloupu
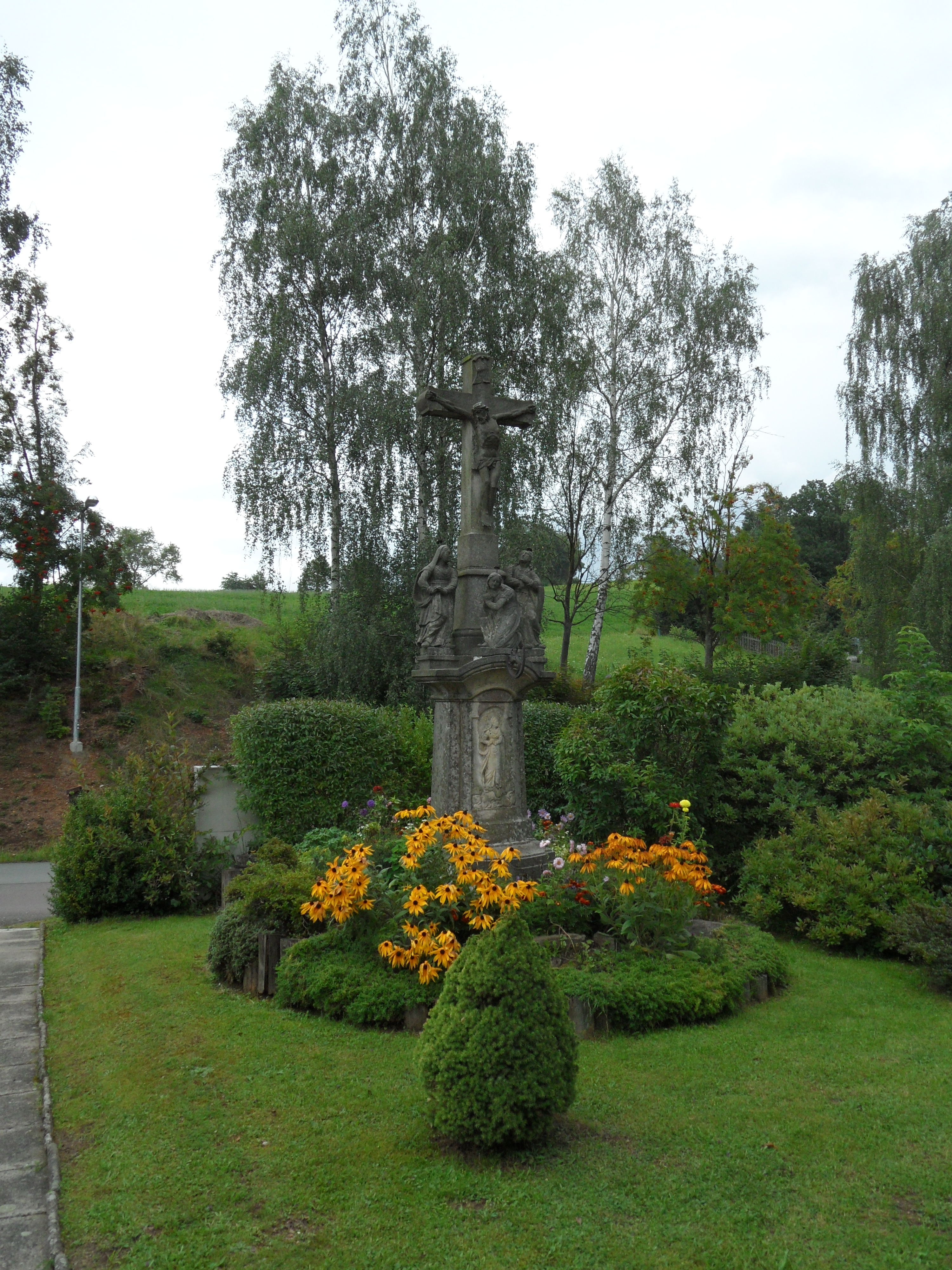
Křížek

## Sport
Fotbalový klub Tělovýchovná jednota Sokol Těchonín nastupuje od sezony 2019/20 v III. třídě okresu Ústí nad Orlicí. Mezi dosavadní největší úspěch klubu patří účast ve 2 sezonách 1.B třídy Pardubického kraje (nejlepším umístěním je 7. místo ze sezony 2016/17). Své zápasy odehrává na fotbalovém hřišti v Celném.